# Svenningdal Station
Svenningdal Station (Svenningdal stasjon) er en tidligere jernbanestation på Nordlandsbanen, der ligger i Grane kommune i Norge.
Stationen åbnede 5. juli 1940, da banen blev forlænget fra Grong til Mosjøen. Den blev gjort fjernstyret og ubemandet 9. juni 2011. Betjeningen med persontog blev indstillet i december 2013. Baggrunden var nye sikkerhedskrav fra Statens jernbanetilsyn, der ramte en række stationer, hvor perronerne var for korte til togene.
Stationsbygningen blev opført i 1928 efter tegninger af Bjarne Friis Baastad fra NSB Arkitektkontor. Den toetages bygning blev opført i træ i laftekonstruktion og rummede oprindeligt ekspeditionslokale, godsrum og tjenestebolig. Baastad stod desuden for en toiletbygning i bindingsværk sammen med Gudmund Hoel.